# Delitto da burattini
Delitto da burattini (titoli originali, The Magic Lantern Murders o The Punch and Judy Murders) è un romanzo giallo del 1936 scritto da John Dickson Carr (con lo pseudonimo di Carter Dickson), il quinto con protagonista Sir Henry Merrivale, detto il Vecchio.

## Trama
Kenwood Blake è in procinto di sposarsi con Evelyn Cheyne (entrambi già visti nel precedente I delitti dell'unicorno) quando riceve un telegramma di Sir Henry Merrivale che lo prega di raggiungerlo a Torquay. Non riesce a dire di no alla richiesta del suo vecchio capo ai servizi segreti, e vi si reca. Scopre che H.M. e il colonnello Charters, anche lui un tempo ai servizi segreti e ora a capo della polizia di Torquay, sono stati contattati da una vecchia conoscenza degli anni della Grande Guerra, l'ambiguo Paul Hogenauer, che offre loro in cambio di denaro l'identità della spia tedesca L., rimasta ignota e a piede libero da allora. Hogenauer però sta dando segni di stramberia (afferma di poter spiegare l'esistenza dei fantasmi e di poter volare), e in più a casa sua sono stati notati degli strani giochi di luce; i due vogliono che Blake, sotto la falsa identità già usata di Robert Butler, si introduca in casa sua mentre è assente e prenda informazioni per stabilirne l'affidabilità. 
Blake accetta, convinto di cavarsela in poche ore, ma tutto inizia ad andare male: la polizia per poco non lo arresta con l'accusa di aver rubato un'automobile e una valigetta nera, su denuncia (pare) proprio di H.M. e di Charters; quando finalmente si introduce in casa di Hogenauer, travestito da poliziotto, vi trova il maggiordomo Henry Bowers, che doveva essere assente; e, quel che è peggio, i due scoprono dopo poco il cadavere dello stesso Hogenauer, avvelenato con della stricnina (per errore scambiata con l'innocuo bromuro che gli aveva prescritto il suo medico, il dottor Antrim) e con un fez turco in testa. Alcuni oggetti nella stanza sembrano aver cambiato posto inspiegabilmente. Poco dopo, sbuca nascosta da un armadio Elizabeth Antrim, moglie del dottor Antrim, che a quanto pare era venuta per avvisare Hogenauer dello scambio della medicina. E non è l'unico cadavere in cui si imbatte Blake: è sempre lui a scoprire un collega e amico di Hogenauer, Albert Keppel, avvelenato praticamente in contemporanea in un hotel poco distante. 
Blake deve alla svelta trovare il bandolo della matassa, e arrivare in tempo al suo matrimonio! Fortuna che la sua amata Evelyn arriva presto in suo aiuto, e anche il Vecchio alla fine offre il suo solito contributo risolutore... 

## Edizioni italiane
- Delitto da burattini, traduzione di Anna Maria Francavilla, collana I Classici del Giallo Mondadori n. 520, Arnoldo Mondadori Editore, dicembre 1986, pp. 218.